# Kurgáninsk
Kurgáninsk (en ruso: Курганинск) es una ciudad del krai de Krasnodar, en Rusia, centro administrativo del raión de Kurgáninsk. Está situada en la orilla derecha del río Labá, afluente del Kubán, en las estribaciones septentrionales del Gran Cáucaso, 126 km al este de Krasnodar y 43 km al oeste de Armavir. Tenía 47 970 habitantes en 2010
Es cabeza del municipio Kurgáninskoye, al que pertenecen asimismo Krásnoye Pole y Svoboda.

## Historia
En 1853 es fundada la stanitsa de Kurgánnaya por colonos cosacos de la Línea del Cáucaso. En 1906 se construyó la iglesia Sviato-Voznesenski, consagrada en 1916. En 1950  el director de cine Iván Pýriev rodó aquí su película Kubanski Kazachi ("Cosacos del Kubán"). En 1961 recibió el estatus de ciudad  y su nombre actual. En 2002, una devastadora inundación afectó a unas 4.500 viviendas, de las que 800 fueron destruidas.

## Demografía
| 1959   | 1970   | 1979   | 1989   | 1998   | 2002   | 2008   | 2010   |
| ------ | ------ | ------ | ------ | ------ | ------ | ------ | ------ |
| 24 300 | 34 800 | 37 600 | 40 800 | 50 000 | 46 618 | 47 323 | 47 944 |

La mayor comunidad en la ciudad son los rusos, seguidos de los armenios (9.3 %) y otros.

## Cultura y lugares de interés
Son de destacar en Kurgáninsk la Iglesia de la Ascensión (Свято-Вознесенский храм, 1906) y el templo a San Pedro y San Pablo. En la localidad existe un museo municipal y un memorial a los caídos durante la Gran Guerra Patria.

## Economía y transporte
La economía se basa en la industria agroalimentaria. La empresa OAO Galan (ОАО "Галан") produce confitería, harina, aceite vegetal, bebidas gaseosas y crema de helado. En los campos de los alrededores de la localidad se produce remolacha azucarera y hortalizas. También se cría ganado para la obtención de carne y leche.
La localidad cuenta con una estación de ferrocarril (Kurgánnaya) en la línea Armavir-Tuapsé, de la que nace aquí una ramal que cubre el valle del Labá y el del Málaya Labá hasta Psebai. Cuenta con un pequeño aeropuerto de uso local.